# Takao Ōishi
Takao Ōishi (大石 隆夫?, Ōishi Takao; Prefettura di Shizuoka, 25 maggio 1964) è un ex calciatore giapponese, di ruolo centrocampista.

## Carriera

### Giocatore
Ha militato nel Júbilo Iwata.

### Dirigente sportivo
Ritiratosi, entra nello staff dell'accademia giovanile del Júbilo Iwata

## Palmarès

### Club
- Japan Soccer League: 1

1987-88